# Malcolm Cazalon
Malcolm Jean Ahmed Cazalon, född 27 augusti 2001 i Roanne, är en fransk professionell basketspelare (SG) som spelar för Detroit Pistons i National Basketball Association (NBA).
Han blev aldrig NBA-draftad.
Innan Cazalon började spela i NBA, spelade han som proffs i Frankrike, Belgien och Serbien.